# Roy Pella
Roy Pella (Gino Roy Pella; * 11. Mai 1930 in Greater Sudbury) ist ein ehemaliger kanadischer Diskuswerfer.
Bei den Olympischen Spielen 1952 in Helsinki kam er auf den 14. Platz, und bei den British Empire and Commonwealth Games 1954 in Vancouver gewann er Silber.
1952, 1954 und 1956 wurde er Kanadischer Meister. Seine persönliche Bestleistung von 52,27 m stellte er am 14. Mai 1954 in Windsor auf.